# Sun Eater
Sun Eater es el cuarto álbum de estudio de la banda estadounidense de death metal Job for a Cowboy. Fue lanzado el 11 de noviembre de 2014 a través de Metal Blade Records. El álbum cuenta con Danny Walker como baterista de sesión y con George "Corpsegrinder" Fisher (vocalista de Cannibal Corpse) como invitado en la canción "The Synthetic Sea" .
El álbum ingreso en la lista de los Billboard 200 en la posición No. 91, vendiendo 3,900 copias en la primera semana del lanzamiento.
Este álbum marca un importante cambio en el sonido de la banda, enfocándose en un estilo musical más orientado al metal progresivo.

## Lista de canciones
| N.º | Título                      | Duración |  |
| 1.  | «Eating the Visions of God» | 6:30     |  |
| 2.  | «Sun of Nihility»           | 5:33     |  |
| 3.  | «The Stone Cross»           | 3:40     |  |
| 4.  | «The Synthetic Sea»         | 4:50     |  |
| 5.  | «A Global Shift»            | 3:58     |  |
| 6.  | «The Celestial Antidote»    | 6:08     |  |
| 7.  | «Encircled by Mirrors»      | 4:46     |  |
| 8.  | «Buried Monuments»          | 4:56     |  |
| 9.  | «Worming Nightfall»         | 6:20     |  |

## Créditos
Job for a Cowboy
- Jonny Davy – voz
- Tony Sanicandro – guitarra
- Al Glassman – guitarra
- Nick Schendzielos – bajo

Músicos de sesión
- Danny Walker – batería[8]

Músicos adicionales
- George "Corpsegrinder" Fisher – voz en "The Synthetic Sea"
- Jason Suecof – solo de guitarra en "Sun of Nihility"

Producción
- Jason Suecof – producción, ingeniería, mezclas
- Peter Sanicandro – producción (asistente)
- Ronn Miller – técnico (batería), ingeniería (asistente)
- Eyal Levi – ingeniería adicional
- John Douglass – ingeniería adicional
- Stinky – ingeniería adicional

Arte y diseño
- Tony Koehl – Arte de la portada
- Brian J. Ames – diseño

## Listas
| Lista (2014)                          | Posición alcanzada |
| ------------------------------------- | ------------------ |
| Estados Unidos (Billboard 200)        | 91                 |
| Estados Unidos (Independent Albums)   | 12                 |
| Estados Unidos (Top Hard Rock Albums) | 6                  |
| Estados Unidos (Top Rock Albums)      | 20                 |